# Ораховица
Ораховица (хорв. Orahovica) — город в Хорватии, в восточной части страны, в Вировитицко-Подравской жупании. Население — 4262 человека в самом городе и 5792 человека в общине с центром в Ораховице (2001). 82,5 % населения города составляют хорваты, 11,2 % — сербы.

## Общие сведения
Ораховица расположена в западной Славонии, на восточных склонах горной цепи Папук.
В 15 километрах к югу от Ораховицы находится город Кутьево, в 25 километрах к северо-западу находится город Слатина, в 20 километрах к юго-востоку — Нашице, в 40 километрах к юго-западу — Пожега.
Рядом с городом проходят автомобильная и железная дороги Осиек — Вировитица — Копривница — Вараждин, ещё одна дорога идёт через перевал между хребтами Папук и Крндийя в Пожегскую долину, в город Кутьево и далее в Пожегу.
Экономика города базируется на сельском хозяйстве, в первую очередь виноградарстве и выращивании овощей и фруктов, производстве черепицы, дерево- и металлообработке, а также туризме. Туристов привлекает отдых на озере Ораховица в окрестностях города и живописные холмы Папукской гряды, где организован природный парк.

## История
Ораховица впервые упомянута в 1228 году в грамоте венгерского короля Андраша II. 
В 1347 году Ораховица стала резиденцией знаменитого в хорватской и венгерской истории Николы Конта.
К 1357 году относится первое упоминание Ружицкой крепости в черте города. Вплоть до середины XVI века, город, расположенный в стратегическом месте, бурно рос и развивался.
В 1543 году Ораховица была взята османами. Турецкое владычество над городом продолжалось до 1687 года, после чего западная Славония вошла в состав державы Габсбургов. В конце XIX и XX веке в городе было построено несколько промышленных предприятий. Во время войны за независимость город несколько раз подвергался обстрелу, ряд зданий в городе был разрушен и повреждён.

## Достопримечательности

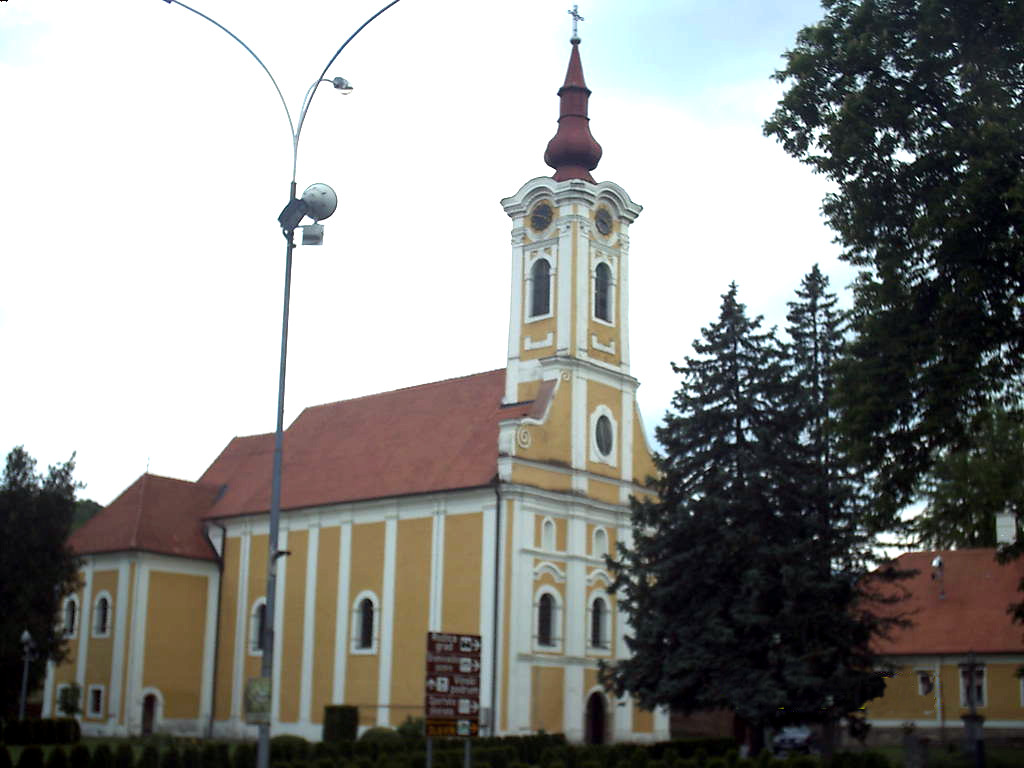
Церковь Св. Креста

- Озеро Ораховица — живописное озеро к северо-востоку от города. Одно из наиболее популярных мест пляжного отдыха в Славонии.
- Ружицкая крепость — руины средневековой крепости.
- Монастырь св. Николая — православный монастырь XVI века.
- Церковь Св. Креста — барочная церковь, построенная в 1756 году.
- Старинная водяная мельница в городском парке.